# Omero Tognon
Omero Tognon (Padua, Provincia de Padua, Italia, 3 de marzo de 1924-Pordenone, Provincia de Pordenone, Italia, 23 de agosto de 1990) fue un futbolista y director técnico italiano. Se desempeñaba en la posición de centrocampista.

## Selección nacional
Fue internacional con la selección de fútbol de Italia en 14 ocasiones. Debutó el 27 de febrero de 1949, en un encuentro amistoso ante la selección de Portugal que finalizó con marcador de 4-1 a favor de los italianos.

### Participaciones en Copas del Mundo
| Mundial                        | Sede   | Resultado    |
| ------------------------------ | ------ | ------------ |
| Copa Mundial de Fútbol de 1950 | Brasil | Primera fase |
| Copa Mundial de Fútbol de 1954 | Suiza  | Primera fase |

## Clubes

### Como futbolista
| Club             | País   | Año         |
| ---------------- | ------ | ----------- |
| A. C. Milan      | Italia | 1945 - 1956 |
| Pordenone Calcio | Italia | 1956 - 1958 |

### Como entrenador
| Club                 | País   | Año         |
| -------------------- | ------ | ----------- |
| Hellas Verona        | Italia | 1965 - 1967 |
| A. C. Arezzo         | Italia | 1967 - 1970 |
| Ravenna Calcio       | Italia | 1970 - 1971 |
| Pisa Calcio          | Italia | 1971        |
| F. C. Crotone        | Italia | 1972 - 1973 |
| Chioggia Sottomarina | Italia | 1973 - 1974 |
| Savona F. B. C.      | Italia | 1976 - 1977 |

## Palmarés

### Como futbolista
| Título      | Club        | País   | Año     |
| ----------- | ----------- | ------ | ------- |
| Serie A     | A. C. Milan | Italia | 1950-51 |
| Copa Latina | A. C. Milan | Italia | 1951    |
| Serie A     | A. C. Milan | Italia | 1954-55 |
| Copa Latina | A. C. Milan | Italia | 1956    |